# Isolation Point
Der Isolation Point ist ein kleiner und 510 m hoher Vulkangipfel, der den Eisschild am südöstlichen Ende von White Island im ostantarktischen Ross-Archipel durchbricht.
Teilnehmer der von 1958 bis 1959 durchgeführten Kampagne der New Zealand Geological Survey Antarctic Expedition benannten ihn nach seiner isolierten Lage.